# Mathematical Tables Project
O Mathematical Tables Project  foi uma das maiores e mais sofisticadas organizações de computação que operavam antes da invenção do computador eletrônico digital. Iniciado nos Estados Unidos em 1938 como um projeto da Works Progress Administration (WPA), empregou 450 funcionários desempregados para tabular funções matemáticas superiores, como funções exponenciais, logaritmos e funções trigonométricas. Essas tabelas acabaram sendo publicadas em um conjunto de 28 volumes pela Columbia University Press.

## História
O grupo foi liderado por um grupo de matemáticos e físicos, a maioria dos quais não conseguiu encontrar trabalho profissional durante a Grande Depressão. A líder matemática era Gertrude Blanch, que acabara de terminar seu doutorado em matemática na Universidade de Cornell. Ela não conseguiu encontrar um emprego na universidade e estava trabalhando em uma empresa fotográfica antes de ingressar no projeto.
O diretor administrativo era Arnold Lowan, que se formou em física pela Universidade de Columbia e passou um ano no Instituto de Estudos Avançados da Universidade de Princeton antes de retornar a Nova York sem emprego. Talvez o matemático mais talentoso associado ao grupo tenha sido Cornelius Lanczos, que já havia servido como assistente de Albert Einstein. Ele passou um ano com o projeto e organizou seminários sobre computação e matemática aplicada no escritório do projeto em Lower Manhattan.
Além de calcular tabelas de funções matemáticas, o projeto fez grandes cálculos para ciências, incluindo o físico Hans Bethe e fez cálculos para uma variedade de projetos de guerra, incluindo tabelas para o sistema de navegação LORAN, tabelas para radar de microondas, tabelas de bombardeio, ondas de choque, etc.
O Mathematical Tables Project sobreviveu ao término do WPA em 1943 e continuou a operar em Nova York até 1948. Nesse ponto, cerca de 25 membros do grupo se mudaram para Washington, D.C. para se tornar o Laboratório de Computação do National Bureau of Standards, agora o Instituto Nacional de Padrões e Tecnologia. Blanch mudou-se para Los Angeles para liderar o escritório de computação do Institute for Numerical Analysis da UCLA e Arnold Lowan ingressou no corpo docente da Yeshiva University em Nova York. O maior legado do projeto é o Handbook of Mathematical Functions, que foi publicado 16 anos após a dissolução do grupo. Editado por dois veteranos do projeto, Milton Abramowitz e Irene Stegun, tornou-se uma referência matemática e científica amplamente divulgada.